# Jabalí
Jabalí är en ort i Mexiko.   Den ligger i kommunen Ciudad Valles och delstaten San Luis Potosí, i den centrala delen av landet, 270 km norr om huvudstaden Mexico City. Jabalí ligger 75 meter över havet och antalet invånare är 132.
Terrängen runt Jabalí är platt åt sydväst, men åt nordost är den kuperad. Runt Jabalí är det ganska tätbefolkat, med 72 invånare per kvadratkilometer. Närmaste större samhälle är Ciudad Valles, 13,8 km nordväst om Jabalí. Omgivningarna runt Jabalí är en mosaik av jordbruksmark och naturlig växtlighet.